# Adam & Steve
Adam & Steve je americký hraný film z roku 2005, který režíroval Craig Chester podle vlastního scénáře.

## Děj
Příběh začíná v roce 1987, kdy do newyorského klubu Danceateria přijdou 21letý Adam a jeho kamarádka Rhonda. Oba jsou vyznavači gotického hnutí a v tanečním klubu se seznámí se Stevem, který zde vystupuje jako tanečník ve skupině Dazzle Dancers. Adam a Steve spolu chtějí strávit noc, ale situace se jim vinou požitého kokainu vymkne katastrofálně z rukou. Po 17 letech se opět náhodou potkávají. Adam pracuje v Central Parku jako ornitologický průvodce a léčí se z drogové závislosti. Steve je psycholog. Po tak dlouhé době se již nepoznávají a vyvine se mezi nimi vztah. Navzájem se představí svým rodičům a začnou plánovat svatbu. Když jdou na vyhlídku na Brooklynský most, Adamovi se vybaví jeho dávný nepříjemný zážitek.

## Obsazení
| Craig Chester     | Adam Bernstein |
| Malcolm Gets      | Steve Hicks    |
| Parker Posey      | Rhonda         |
| Chris Kattan      | Michael        |
| Kristen Schaal    | Ruth           |
| Julie Hagerty     | Sherry         |
| Paul Sand         | Norm           |
| Noah Segan        | Twink          |
| Sally Kirkland    | Mary           |
| Mario Diaz        | Orlando        |
| Lisa Frederickson | Fiona          |